# Babyloniënbroek
Babyloniënbroek  é uma aldeia no município neerlandês de Aalburg, na província de Brabante do Norte com cerca de 410 habitantes (31 de dezembro de 2008, fonte: CBS). É constituída de uma rua, a Broeksestraat, que após cruzar com uma vala, que recebe ou conduz as águas de rega, ou de chuva, passa a chamar-se Hillsestraat. Hill é um assentamento rural, situado em um terreno ligeiramente elevado. Desde os anos 1960, há várias casas construídas entre os campos, as quais, de acordo com algumas pessoas constituem agora um centro habitacional.
O nome peculiar da aldeia tem origem na barbárie babilônica do povo, que os monges encontraram no local, por volta dos séculos VIII e IX, ao difundirem o Cristianismo.